# Liepe (Usedom)
Liepe este o localitate ce aparține de comuna Rankwitz situată pe insula Usedom, peninsula Lieper Winkel care este denumită după numele localității. 

## Istoric
In 1187 așezarea Lipa este întemeiată de slavi ea fiind amintită de dania Anastaziei văduva prințului Borislav I de Pomerania. Un document din secolul XIII aimntește pădurile de nepătruns prin care călugării căutau  prin tăierea copacilor să facă o cale. Localitatea Liepe trebuie să îndure pustiirile făcute în timpul războiului de treizeci de ani. La un recensământ din anul 1541 localitatea avea 9 familii de țărani și 3 familii de salahori. După mortalitatea din regiune povocată de pestă care a urmat războiului populația localității s-a redus la 8 familii. In secolul XVIII prusaccii încearrcă refacerea economică a regiunii prin cultivarea de duzi (Morus nigra) și creșterea viermilor de mătase  (Bombyx mori). Din anul 1990 regiunea începe să fie o atracție turistică, fapt care a determinat o oarecare dezvoltare economică a localității.